# Монталенти, Джузеппе
Джузеппе Монталенти (итал. Giuseppe Montalenti; 13 декабря 1904, Асти, Италия — июль, 1990) — итальянский генетик и зоолог.

## Биография
Родился 13 декабря 1904 года в Асти. В 1921 году поступил в Римский университет, который окончил в 1926 году. Администрация данного университета направила дипломированного специалиста в Институт зоологии, который входит в систему Римского университета, где он проработал вплоть до 1937 года. С 1937 по 1939 год работал в Болонском университете, с 1939 по 1944 год заведовал отделом Биологической станции в Неаполе. В 1944 году был избран профессором генетики Неапольского университета. В 1960 году возвратился в Римский университет — до конца жизни занимал должность директора Института генетики.
Скончался в июле 1990 года.

## Научные работы
Основные научные работы посвящены генетике животных.

## Членство в обществах
- 1958-61 — Президент Международного союза по изучению биологических наук.
- Член Международного союза по изучению биологических наук.
- Член Национальной академии Деи Линчеи.
- Член Шведской королевской академии наук